# Síndrome de privação de corticoides tópicos
A síndrome de privação de corticoides tópicos, também conhecida como síndrome da pele vermelha ou dermatite induzida por corticoides, pode ocorrer em utilizadores de longa duração de corticoides tópicos após a interrupção do tratamento. Os sintomas incluem vermelhidão da pele (eritema), sensação de ardor, edema cutâneo e comichão. Pode seguir-se descamação da pele. O início ocorre geralmente entre alguns dias a algumas semanas após a suspensão dos corticoides. As complicações podem incluir dificuldade em dormir e infecções secundárias.
Geralmente requer a aplicação de um corticoide tópico, pelo menos uma vez por dia, durante mais de um ano. Não ocorre com a utilização normal. As pessoas com dermatite atópica são mais suscetíveis. Acredita-se que seja um efeito secundário específico dos corticoides. O diagnóstico é baseado nos sintomas, sendo a biópsia cutânea geralmente pouco útil. É difícil separar esta síndrome de uma recorrência da doença cutânea  original para a qual os corticoides foram prescritos.
O tratamento consiste na suspensão do uso de corticoides tópicos, podendo esta ser feita de forma gradual ou abrupta. Pode recorrer-se a uma dose curta e progressivamente reduzida de corticoides por via oral. O apoio psicológico e a aplicação de compressas frias podem também ser úteis. Outras medidas incluem o uso de anti-histamínicos ou gabapentina. A duração da condição pode variar entre algumas semanas e vários anos.
A síndrome de privação de corticoides tópicos é rara. Foram relatados casos em adultos, com alguns possíveis casos em crianças. Cerca de 80% das pessoas afetadas são do sexo feminino. Em algumas regiões do mundo, ocorre devido ao uso de corticoides em produtos para clareamento da pele. Foi descrita pela primeira vez em 1979. A discussão sobre o tema tornou-se comum nas redes sociais.